# 非远程存储访问模型
非远程存储访问模型（NoRMA）是多元處理系統中，電腦的記憶體架構，是由Rashid (1987)所命名。非远程存储访问模型的全域記憶體空間不唯一，所有的存储器是完全私有的，仅能由其所属的处理器访问，网络中传输的数据是各个节点间的消息通信。整個儲存組態是由各處理器靜態分割。
非远程存储访问模型的好處可以建構非常大的組態，將問題轉移到使用者的組態。配合NoRMA架構的程式需要均勻的將資料分割到近端的記憶體架構中，確認軟體快取的一致性，以達到希望的一致性模型，處理從各處理器定址空間之間的資料識別符轉換，最後實現遠端訪問用的訊息傳遞系統。因此非远程存储访问模型的程式模型會非常常的複雜。